# Sisiburanen
Sisiburanen – u Wisajów bóg świata zmarłych Kasakitan i ich sędzia. Dusze, za które nie zostały złożone ofiary, więzi przez lata i w końcu oddaje na pożarcie Siguinaruganowi i Simuranowi.